# YK砲
YK砲（ワイケーほう）は、山本浩二と衣笠祥雄が日本プロ野球の広島東洋カープに在籍していた当時のコンビを指す愛称である。

## 概要
山本と衣笠はともに広島一筋で過ごし、同じ1946年度生まれでありながら、それぞれ通算で2339安打・536本塁打と2543安打・504本塁打を記録している。
山本の背番号「8」と衣笠の背番号「3」は2016年に黒田博樹が引退するまで、広島の唯2つの永久欠番だった。
衣笠は京都の平安高校を卒業して1965年にプロ入りした時は捕手であったが、4年目の1968年に藤井弘の後を追って正一塁手に定着し、クリーンナップの一翼を占めた。ジョー・ルーツ監督が就任した1975年からは三塁手にコンバートされたが、無難にこなしてこの年のチームの初優勝に貢献し、翌1976年には盗塁王のタイトルを獲得した。山本が平凡な中距離打者から1975年に首位打者を獲得して以降、リーグを代表する強打者に変貌したのもこの時期であり負けん気の強い衣笠にとっては格好の起爆剤となった。
2人揃ってのアベック本塁打は86本で王貞治と長嶋茂雄によるON砲の106本に次いで日本プロ野球歴代2位であり、その試合における勝率は.793（65勝17敗4分け）と高い数値を記録した。
1974年から山本が1986年シーズン限りで39歳で引退するまで2人揃って13年連続でシーズン20本塁打以上を記録し、赤ヘル打線の強力な二枚看板であった。この2人の在籍期間中に広島は黄金期を迎え、1975年に初のリーグ優勝を果たすと1979年と1980年と1984年に日本一、コンビ最終年となった1986年にリーグ優勝を果たした。
カープから見て地方出身（京都）の衣笠とは異なり、地元広島出身の山本はミスター赤ヘルの愛称で知られ、広角打法を会得して30歳を過ぎてから打撃の全盛期を迎え、1977年から1981年まで5年連続40本塁打を達成している。本塁打王のタイトルを4度、打点王を3度、首位打者を1度獲得し、王の引退後は球界を代表する4番打者として君臨した。最終シーズンとなった1986年の日本シリーズにも8試合全てに4番として出場を果たし、第1戦の9回裏にはあと1人で西武ライオンズの東尾修投手が完投勝利を収めるという場面で逆方向の右越え同点本塁打を放った。
衣笠は打撃タイトルこそ1984年の打点王のみに終わったが、この年はシーズンMVPも受賞し、長期間にわたって安定的に成績を残し続けた。亀裂骨折しても休まずに試合に出場して持ち味のフルスイングを続けて鉄人の愛称で親しまれ、1987年6月13日にルー・ゲーリッグが長らく保持していた2130試合の連続試合出場世界記録を更新した。6月22日に王貞治に次いでプロ野球選手として2人目の国民栄誉賞を授与されたが、9月21日には満足に守備ができなくなったことを理由に現役引退を表明した。最終出場試合となった10月22日に2215試合連続出場を果たした。